# Institut des cultures arabes et méditerranéennes
El Institut des culture arabes et méditerranéennes (Instituto de Culturas Árabes y Mediterráneas (ICAM)) es una asociación y centro cultural de Ginebra para la promoción de las culturas árabes y del mediterráneo en Suiza.

## Objetivo
Fundado en 2013 por el librero libanés-sudanés Alain Bittar, el objetivo del instituto es promover las culturas del mundo árabe y establecer un intercambio intercultural entre Suiza y el mundo árabe en Ginebra. Con el apoyo del cantón de Ginebra y el gobierno de la ciudad, el centro cultural promueve como asociación el reconocimiento de las comunidades de habla árabe en la sociedad de Ginebra y su historia en el diálogo con la población local. El ex cónsul general suizo en Nueva York, François Barras, encabeza la asociación patrocinadora.

## Exposiciones y conciertos
Además de una amplia biblioteca y una librería dedicada a la literatura árabe, el instituto alberga un espacio para actos culturales y exposiciones: La Galerie d'Olivier, donde muestran exposiciones de arte contemporánea que tienen una conexión directa con las culturas árabes y el Mediterráneo. Desde 2016 artistas como Wajih Nahlé (Líbano), Nja Mahdaoui (Túnez) Nazir Ismail (Siria), Towhidi Tabari, (Irán), Al Dabous (Palestina), Mohamed Al Hawajri (Gaza) Sohail Salem (Gaza), Ali Taraghijah (Irán) y Khali Hamra mostraron ahí sus obras. En 2020 mostró la exposición de artistas plásticos "Baja al Sur: Al-Ándalus”, comisionado por Alain Bittar y Nuria Delgado de Vesaniart de Málaga con Abraham Benzadón, Ana Pavón, Julia Diazdel, Mar Aragón, Pedro Peña, Sebastián Navas y Kelly Fischer, en colaboración con la Fundación Tres Culturas y la Universidad de Málaga. En la muestra participó el artista suizo Daniel Garbade, que volvió á exponer en 2022 con su exposición individual titulado Guillaume Tell est andalou.
Organizan también conferencias de libros y conciertos de músicos conocidos como Karim Wasfi, Marcel Jalifa o la Fête de l'Olivier, el primer festival de música árabe en Suiza.